# 이반 딕슨

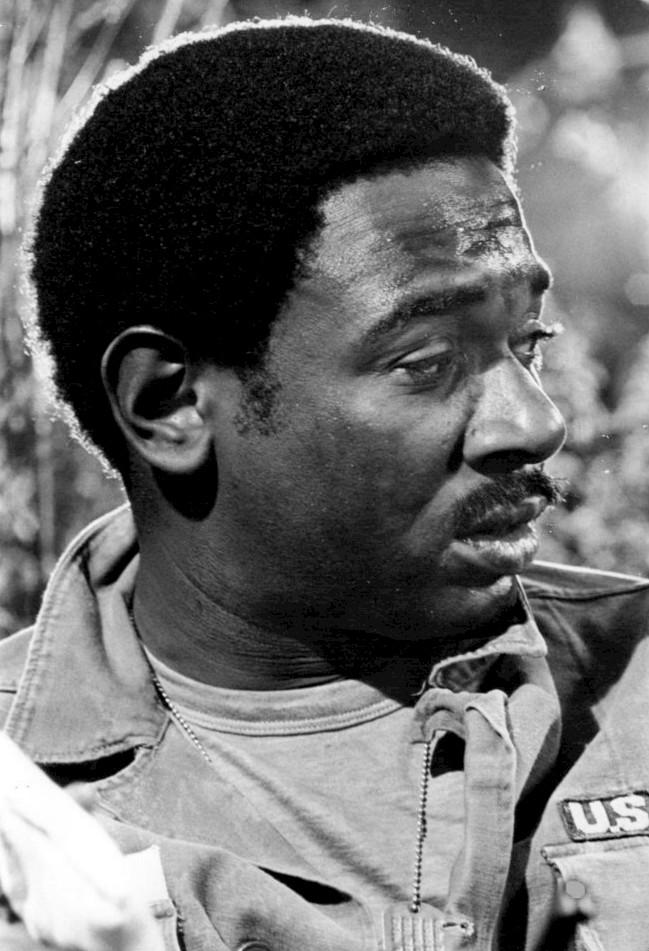

이반 딕슨(Ivan Dixon, 1931년 4월 6일 ~ 2008년 3월 16일)은 미국의 감독, 배우, 제작자이다.
뉴욕에서 태어났으며 샬럿에서 사망하였다. 사인은 신부전이다.

## 작품 목록
- 지옥의 링 (1993년)
- A 특공대 - TV시리즈 (1983년)
- 쾌걸 매버릭 (1981년)
- 매그넘 P.I. (1980년)
- 파머즈타운 (1980년)
- 소머즈 (1976년)
- 원더 우먼 - TV 시리즈 (1975년)
- 월튼네 사람들 (1972년)
- 호간의 영웅들 (1965년)
- 패치 오브 블루 (1965년)
- 낫씽 벗 어 맨 (1964년)
- 0011 나폴레옹 솔로 - 구사일생 (1964년)
- 제3의 눈 (1963년)
- 도망자 (1963년)
- 더 뉴 브리드 (1961년)
- 태양의 계절 (1961년)
- 포기와 베스 (1959년)
- 페리 메이슨 (1957년)

### 텔레비전 드라마 연출
- 날으는 슈퍼맨 위대한 영웅 (1981-83)